# 澜沧景迈机场
澜沧景迈机场是位於中國雲南省普洱市的民用機場，位于普洱市澜沧县东回乡回竜村附近，距离澜沧县城约30公里，离孟连县城和西盟县城亦不太远，定位为国内支线机场。
2014年9月28日项目获国家发改委批复，本期工程按满足2020年旅客吞吐量25万人次、货邮吞吐量750吨的目标设计，飞行区等级指标4C，主要建设内容包括：新建1条长2600米、宽45米的跑道和1条垂直联络道，跑道主降方向设置I类精密进近灯光系统和仪表着陆系统，次降方向设置B型简易灯光系统；新建3000平方米的航站楼、4个机位站坪、3500平方米的停车场、1500平方米的机场业务用房、1820平方米的消防救援综合楼；新建1座塔台及600平方米的航管楼；配套建设通信、气象、消防救援、供电、给排水、供热、供冷、供气、供油等设施。项目总投资15.33亿元，其中，机场工程投资15.31亿元，由国家发改委安排中央预算内投资2.87亿元、民航局安排民航发展基金5.22亿元，其余7.22亿元由云南省政府安排财政资金解决；供油工程投资0.02亿元，由中国航空油料集团公司安排自有资金解决。。
2014年11月28日，澜沧民用机场建设开工仪式在云南普洱市澜沧县举行 2017年5月26日澜沧景迈机场通航运营。

## 航空公司与航点
‌2025年度夏秋航季（3月30日至10月25日）
| 航空公司     | 目的地     |
| ------------ | ---------- |
| 华夏航空     | 贵阳、芒市 |
| 中国东方航空 | 昆明       |

## 來源
1. ↑  .   [2014-10-22]. （原始内容存档于2014-10-28）.
2. ↑  . 云南网. 2013-01-21  [2014-04-15]. （原始内容存档于2013-04-02） （中文）.
3. ↑  .   [2014-11-03]. （原始内容存档于2019-06-05）.
4. ↑  .   [2014-12-05]. （原始内容存档于2019-06-05）.
5. ↑  澜沧景迈机场通航运营 云南再添“空中走廊” 的存檔，存档日期2017-07-01.